# 123° westerlengte
123° westerlengte (ten opzichte van de nulmeridiaan) is een meridiaan of lengtegraad, onderdeel van een geografische positieaanduiding in bolcoördinaten. De lijn loopt vanaf de Noordpool naar de Noordelijke IJszee, Noord-Amerika, de Grote Oceaan, de Zuidelijke Oceaan en Antarctica en zo naar de Zuidpool.
De meridiaan op 123° westerlengte vormt een grootcirkel met de meridiaan op 57° oosterlengte. De meridiaanlijn beginnend bij de Noordpool en eindigend bij de Zuidpool gaat door de volgende landen, gebieden of zeeën. 
| Land, gebied of zee     | Nauwkeurigere gegevens                                                            |
| ----------------------- | --------------------------------------------------------------------------------- |
| Noordelijke IJszee      |                                                                                   |
| Canada                  | Northwest Territories - Prins Patrickeiland                                       |
| M'Clurestraat           |                                                                                   |
| Canada                  | Northwest Territories - Bankseiland                                               |
| Golf van Amundsen       |                                                                                   |
| Canada                  | Northwest Territories (dwarst Great Bear Lake), British Columbia (dwarst Burnaby) |
| Straat van Georgia      |                                                                                   |
| Verenigde Staten        | Washington - San Juan Islands                                                     |
| Straat van Juan de Fuca |                                                                                   |
| Verenigde Staten        | Washington, Oregon (dwarst Salem), Californië                                     |
| Grote Oceaan            |                                                                                   |
| Verenigde Staten        | Californië - Point Reyes                                                          |
| Grote Oceaan            |                                                                                   |
| Verenigde Staten        | Californië - Southeast Farallon Island                                            |
| Grote Oceaan            |                                                                                   |
| Zuidelijke Oceaan       |                                                                                   |
| Antarctica              | Niet-toegeëigend gebied in Antarctica                                             |